# 3 Doors Down
3 Doors Down là một ban nhạc - Mỹ rock band từ Escatawpa, Mississippi, được thành lập vào năm 1996. Ban nhạc gồm Brad Arnold (hát chính), Matt Roberts (guitar / vocal), Todd Harrell (bass), Chris Henderson (guitar), và Greg Upchurch (trống / bộ gõ).
Với đĩa đơn đầu tiên của họ, " Kryptonite ", mà điều lệ trong top ba trên bảng xếp hạng Billboard Hot 100 biểu đồ. Ban nhạc sau đó đã ký vào Bản ghi Cộng hòa và phát hành album đầu tay của họ, trong năm 2000. Các album đã được các-album bán chạy nhất 11 năm và đã được chứng nhận đĩa bạch kim 6x tại Hoa Kỳ. Album thứ hai của họ, Away from the Sun, (2002) tiếp tục thành công của các ban nhạc, nó đạt vị trí # 8 trên bảng xếp hạng Billboard 200 và đã đi biểu đồ đa bạch kim tại Hoa Kỳ như "người tiền nhiệm của nó. Ban nhạc tiếp theo sau đó tăng lưu diễn rộng rãi trong hai năm trước khi phát hành album thứ ba của họ, Mười bảy ngày, trong năm 2005. Album này đứng vị trí số 1 trên bảng xếp hạng Billboard 200 và đã được chứng nhận đĩa bạch kim trong vòng một tháng đầu tiên phát hành. Tự thứ tư của họ, với tựa đề album, 3 Doors Down, cũng đứng vị trí số 1 trên bảng xếp hạng Billboard 200. album phòng thu thứ năm của ban nhạc này, Thời gian của đời tôi, là do phát hành vào ngày 19 Tháng Bảy 2011.
Ban nhạc thường biểu diễn hơn 300 buổi biểu diễn một năm và đã thực hiện với các nghệ sĩ khác như Lynyrd Skynyrd, Megadeth, Staind, Nickelback, Alter Bridge, Breaking Benjamin, Seether, Shinedown, cản trở, và Daughtry. Kể từ khi bắt đầu sự nghiệp của họ, 3 Doors Down đã bán được hơn 16 triệu album trên toàn thế giới.